# Vidal Alcocer
Vidal Alcocer (Ciudad de México, 28 de abril de 1801 - Ibidem, 22 de noviembre de 1860) fue un educador, benefactor y filántropo mexicano.

## Biografía
Nació el 28 de abril de 1801 en la Ciudad de México.
Realizó sus estudios en los colegio de Betlemitas (actual Museo Interactivo de Economía) y de San Juan de Letrán, cuyo edificio sede se encuentra ya desaparecido. A los 12 años prestaba sus servicios a la casa de Moneda, además se desempeñaba en oficios modestos como encuadernador y en 1814 se une a la causa independentista, uniéndose a las filas insurgentes de José María Morelos. Una vez culminado el movimiento, entre 1828 y 1849, Alcocer laboró en el gobierno.

### Sociedad de Beneficencia para la Educación y Amparo de la Niñez desvalida
En 1841 concibió la idea de fundar una sociedad de beneficencia, cuyo objetivo era desarrollar la educación primaria, proyecto que no realizó sino hasta cinco años después, cuando el 6 de octubre de 1846 logró consolidar la idea al inaugurar la "Sociedad de Beneficencia para la Educación y Amparo de la Niñez desvalida”, que consistía en recoger niños de escasos recursos para brindarles un hogar, sustento y educación, la cual para 1852 ya tenía 20 escuelas establecidas distribuidas en 14 barrios de la ciudad con un alumnado aproximado de 4000 niños. El gobierno, reconociendo su labor, cedió el 25% de la alcabala que se pagaba por barriles de aguardiente en la capital y para 1858, la sociedad ya contaba con 13 escuelas más con un total de 7000 alumnos de ambos sexos.
Falleció el 22 de noviembre de 1860 a la edad de 59 años, siendo reconocido como uno de los más importantes benefactores del México del siglo XIX.
Actualmente, se encuentran numerosas escuelas con su nombre en todo el país, además, una avenida importante de la capital mexicana lleva su nombre.